# Cord von Hobe

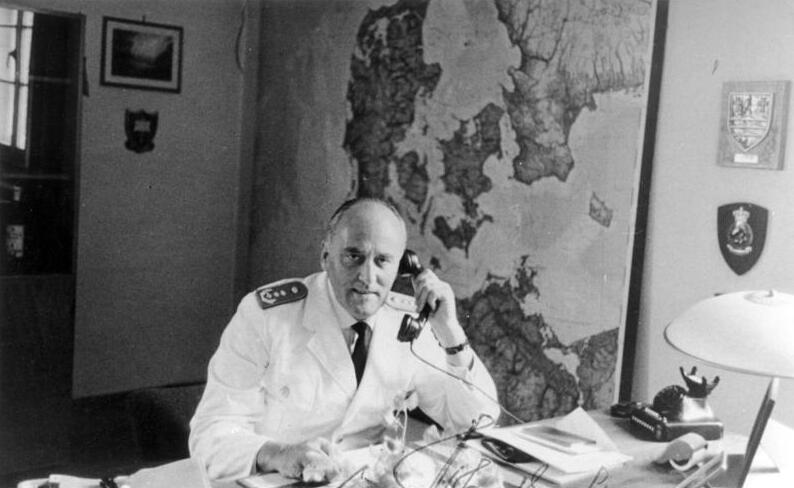
Generalleutnant Cord von Hobe (1961)

Cord Dietrich Bertram von Hobe (* 20. März 1909 auf Gut Ohrfeld; † 6. Oktober 1991 in Niesgrau) war ein deutscher Generalleutnant der Bundeswehr.

## Leben
Nach dem Abitur am Benediktinergymnasium Ettal trat Hobe, Sohn eines Gutsbesitzers, als Offizieranwärter in das 6. (Preußisches) Artillerie-Regiment der 6. Division der Reichswehr in Hannover ein. Er besuchte von 1928 bis 1930 die Infanterie- und Artillerieschule und war als Batterieoffizier, Abteilungs- und Regimentsadjutant in Münster, Celle, Hannover und Koblenz tätig. Die Kriegsakademie besuchte er von 1938 bis 1939.
Beförderungen
- 1. Februar 1932 Leutnant
- 1. November 1933 Oberleutnant
- 1. März 1938 Hauptmann
- 1. September 1941 Major
- 1. Januar 1943 Oberstleutnant
- 1. Mai 1945 Oberst
- 24. April 1958 Brigadegeneral (Bundeswehr [Heer])
- 20. April 1961 Generalmajor
- 23. März 1964 Generalleutnant

Während des Zweiten Weltkrieges fand er Verwendung verschiedener Art in Divisionsstäben bzw. im Stab der 4. Armee im Westen wie an der Ostfront. Er fungierte 1942 als Erster Generalstabsoffizier in der Division Großdeutschland. Im Jahre 1944 wurde er Taktiklehrer an der Kriegsakademie in Hirschberg. Im November des gleichen Jahres wurde er als Regimentskommandeur zur Infanterie versetzt und war Führer verschiedener Divisionskampfgruppen an der Westfront. Er wurde mit dem Ritterkreuz des Eisernen Kreuzes ausgezeichnet. 1945 geriet er als Oberst und Kommandeur der dem XIII. SS-Armeekorps unter Gruppenführer und Generalleutnant der Waffen-SS Max Simon unterstellten Panzer-Brigade XIII, welche auch Panzer-Brigade von Hobe hieß, für kurze Zeit in amerikanische Kriegsgefangenschaft.
Politisch engagierte sich Hobe nach dem Zweiten Weltkrieg in der Deutschen Konservativen Partei – Deutsche Rechtspartei, für die er bei der Bundestagswahl 1949 erfolglos auf der Landesliste Schleswig-Holstein kandidierte. Nachdem er zunächst als Landwirt in der Gemeinde Mühlenkoppel tätig gewesen war, trat Hobe 1956 in die Bundeswehr ein. Er wurde zunächst Chef des Stabes des Militärischen Führungsrates. 1957 war er Unterabteilungsleiter FüB III im BMVg. Hobe kommandierte von 1961 bis 1964 die 11. Panzergrenadierdivision, war anschließend stv. Befehlshaber BALTAP und von 1965 bis 1968 die Alliierten Landstreitkräfte Schleswig-Holstein und Jütland. Er wurde Ende Juli 1968 in den Ruhestand versetzt und mit dem Großen Verdienstkreuz mit Stern des Verdienstordens der Bundesrepublik Deutschland ausgezeichnet.

## Familie
Von Hobe war seit dem 22. August 1934 mit Ruth Anna Mathilde Gertrud Halder (geb. 7. September 1913 in München) verheiratet und hatte acht Kinder. Er war der Schwiegersohn von Generaloberst Franz Halder.

## Werke
- Mit Menschen erlebt, dem Enkel erzählt. 2. Auflage, Rendsburg 1977, ISBN 3-922165-05-2.